# (202686) Birkfellner
(202686) Birkfellner est un astéroïde de la ceinture principale.

## Description
(202686) Birkfellner est un astéroïde de la ceinture principale. Il fut découvert le 9 février 2007 à Gaisberg par Richard Gierlinger. Il présente une orbite caractérisée par un demi-grand axe de 2,35 UA, une excentricité de 0,21 et une inclinaison de 5,8° par rapport à l'écliptique.

## Compléments